# Vanidad (Tiziano)
La vanidad es una pintura al óleo de Tiziano, fechada en 1515 y ahora ubicada en la Pinacoteca Antigua de Múnich, Alemania.

## Historia
La obra fue propiedad del emperador Rodolfo II en Praga, antes de convertirse en posesión de los electores de Baviera. Forma parte del museo de Múnich desde 1884. La primera mención se remonta a 1748, como obra atribuida a Francesco Salviati primero y posteriormente a Palma el Viejo, Giorgione, Il Pordenone y finalmente a Tiziano.
El análisis radiológico demuestra la presencia de retoques por parte de su taller (en particular en el espejo) sobre el original de Tiziano. Tal vez pudo ser Lambert Sustris, un alumno de Tiziano el autor de estas modificaciones.

## Descripción
La pintura retrata a una  hermosa mujer idealizada, un modelo creado en la escuela veneciana por Giorgione, con su Laura. Sostiene un espejo ovalado con un marco, que refleja algunas joyas y una sirvienta que busca algo.
La mujer fue retratada por Tiziano en muchas otras obras de la época, incluyendo la Mujer ante el espejo, Salomé, Venus Anadiómena y Flora.